# Glaurocara violacea
Glaurocara violacea là một loài ruồi trong họ Tachinidae.